# Wart Kamps
Wart Kamps (Utrecht, 5 juli 1977) is een Nederlandse cabaretier en acteur.

## Biografie
Wart was bij het Rotheater te zien in de familievoorstelling Moord in de Kerststal en als Cyrano in De zere neus van Bergerac van Arjan Ederveen, in een regie van Pieter Kramer.
Hiervoor won hij in 2015 de zilveren krekel (de prijs voor indrukwekkendste podiumprestatie in het jeugdtheater) en in 2016 de John Kraaijkamp-musicalaward voor beste mannelijke hoofdrol in een grote musical.
Bij PitProducties was hij te zien als Bakker in Into the Woods naast Lone van Roosendaal als Bakkersvrouw. De voorstelling werd geregisseerd door Gijs de Lange. 

Op De Parade speelde Wart in o.a. De Souffleur, Een pijnlijke avond met Rooyackers, Kamps & Kamps, Debby’s Droom van Theo Nijland en in Liefde is een Slachtveld samen met Rogier Philipoom en deze zomer in 'Close to You' De Carpenters in therapie, live!
Hij richtte samen met z’n broer Tim Kamps en Bor Rooyackers de groep Rooyackers, Kamps & Kamps op, waarmee ze in 1998 de jury – en publieksprijs op het Amsterdam Kleinkunstfestival wonnen.
Hierna volgden zes succesvolle voorstellingen met het trio. Daarna volgden nog twee voorstellingen als Kamps & Kamps.
Verder speelde hij in de series Van God Los (BNN, 2011), Mooiboys (VPRO, 2013), De kookmytheshow (VPRO 2013), Eng (VPRO, 2017) en o.a. in de films Loenatik te Gek! (Topkapi Films 2014) en Bennie Stout (2011).
Hij speelde Kapitein Bram in de sciencefictionkomedie Missie Aarde bij de VPRO en in Dokter Tinus naast Thom Hoffman.
In theaterseizoen 2019 was hij te zien in Hamlet, De Familievøørstelling van Pieter Kramer bij Theater Rotterdam en in 't Schaep met de 5 Pooten in het DeLaMar Theater. 
Tijdens een try-out in Duiven in februari 2023 liep de zaal half leeg en overwoog de directeur van het theater de voorstelling te stoppen. 

## Filmografie

### Film
- De grote stad (2010) - Zoon
- Een bizarre samenloop van omstandigheden (2011) - Zwager van Jacob
- Van God Los (2011) - Tinus
- Bennie Stout (2011)
- Zombibi (2012) - Pieter
- Loenatik, te gek (2014) - Funky Kees
- Vonk (2015) - Bezorg jongen
- Het irritante eiland (2018) - De Beuker
- Bon Bini Holland 3 (2022) - steward

### Televisie
- Het Klokhuis (2014-heden)
- Mooiboys (2013-2015) - Justin
- Missie Aarde (2015-2017) - Bram, kapitein
- Jeuk (2016) - Wart
- Eng - cliniclown
- De Comeback (2017) - Roy
- De slet van 6vwo (2017) - Meneer van der Sanden
- Dokter Tinus (2016-2017) - Dr. Roderick Stegeman
- De regels van Floor (2018) - Mode fotograaf
- Poesjes (2018) - Mandarijntje

## Theater
- Rooyackers, Kamps & Kamps (1998-2017)
- Kamps & Kamps (2009-2012)
- Moord in de Kerststal, Ro Theater (2011-2012)
- Liefde is een slachtveld, De Parade (2012)
- De Zere Neus van Bergerac, Ro Theater (2014-2015)
- De gelaarsde poes, Ro Theater (2015-2016)
- De Goede Richard III (2016)
- Into the Woods (2017)
- Jesus Christ Karaoke Bar, Theater Bellevue (2018)
- De Carpenters in therapie, live! De Parade (2018)
- Hamlet, de familievøørstelling, Theater Rotterdam (2018-2019)
- 't Schaep met de 5 Pooten, Moreproducties/ DeLaMar Theater (2019)
- Repelsteeltje en de blinde prinses, Theater Rotterdam (2019-2020)
- Mijn moeder is een Diva, De Toneelmakerij (2020)

## Prijzen
- Jury & Publieksprijs Amsterdams Kleinkunst Festival (1998)
- De Zilveren Krekel (2014)
- Musical Award voor Mannelijke hoofdrol in een grote musical voor 'De Zere Neus Van Bergerac' (2015)

- International Standard Name Identifier: 0000 0003 6896 9881
- Nederlandse Thesaurus van Auteursnamen: 291570933
- Virtual International Authority File: 292056130
- WorldCat: E39PBJqvTkbYyJXW3rtcFVPfbd